# Lysimachia adoensis
Lysimachia adoensis là một loài thực vật có hoa trong họ Anh thảo. Loài này được (Kunze) Klatt mô tả khoa học đầu tiên năm 1866.